# Quevauvillers
Quevauvillers (picardisch: Gueuvilé) ist eine nordfranzösische Gemeinde mit 1106 Einwohnern (Stand 1. Januar 2022) im Département Somme in der Region Hauts-de-France. Die Gemeinde liegt im Arrondissement Amiens, ist Teil der Communauté de communes Somme Sud-Ouest und gehört zum Kanton Ailly-sur-Somme.

## Geographie
Quevauvillers liegt rund 9,5 km nordöstlich von Poix-de-Picardie und neun km südsüdöstlich von Molliens-Dreuil. Im nördlichen Gemeindegebiet verläuft die Autoroute A29. Die Gemeinde wird durch die Bahnstrecke von Amiens nach Rouen bedient; der Bahnhof Namps-Quevauvillers liegt in der Nachbargemeinde Namps-Maisnil. Zur Gemeinde gehört das Gehöft Henneville.

## Geschichte
In der Römerzeit stand hier die Reiterstation Equitum villa an der Straße von Amiens (Samarobriva) nach Rouen (Rotomagus).

## Einwohner
| 1962 | 1968 | 1975 | 1982 | 1990 | 1999 | 2006 | 2011 |
| ---- | ---- | ---- | ---- | ---- | ---- | ---- | ---- |
| 648  | 715  | 783  | 921  | 1046 | 1054 | 1007 | 1095 |

## Verwaltung
Bürgermeister (maire) ist seit 2008 Dominique Dusuelle.

## Sehenswürdigkeiten
- Kirche Notre-Dame-de-la-Nativité[1]

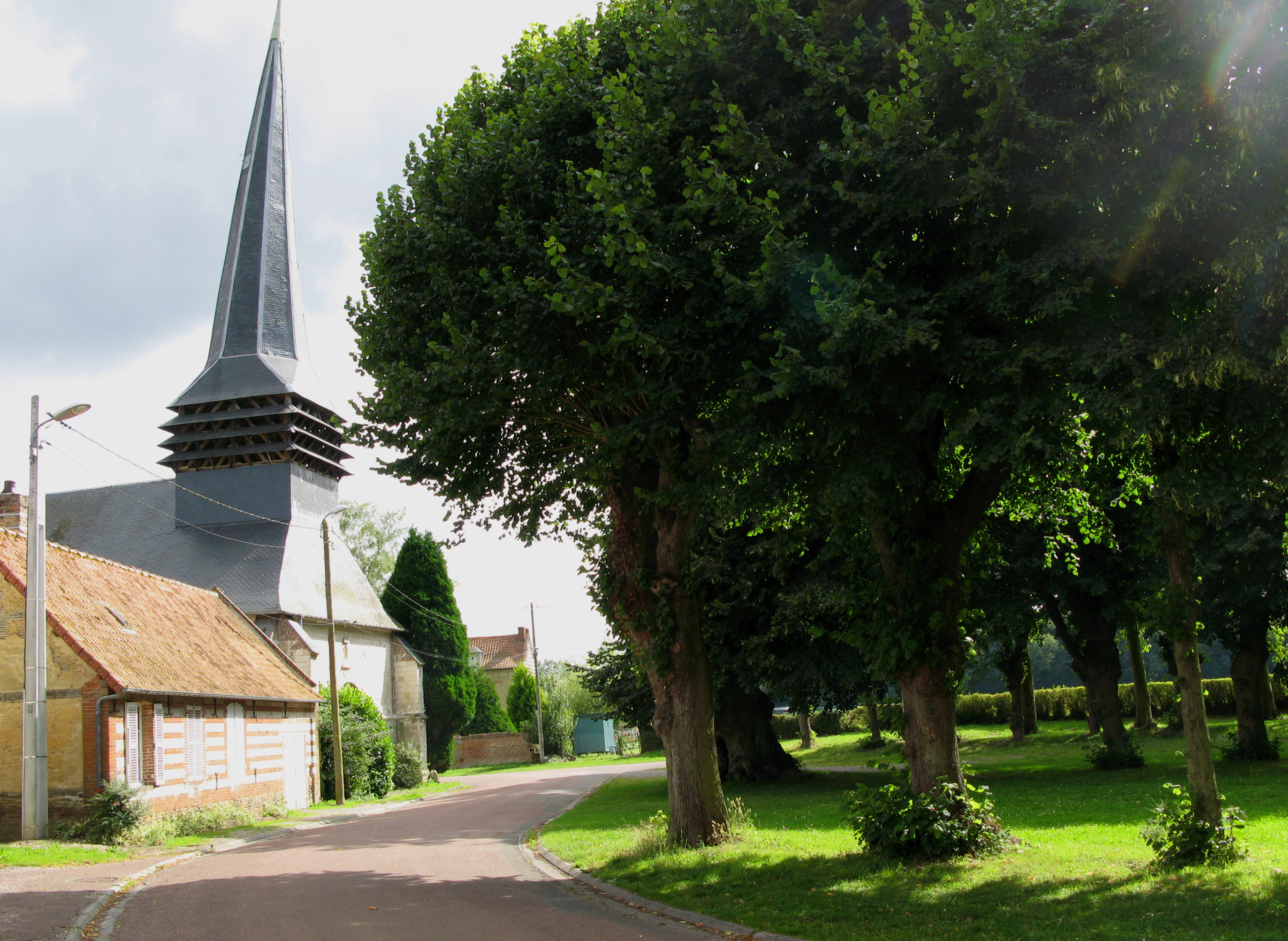
Kirche

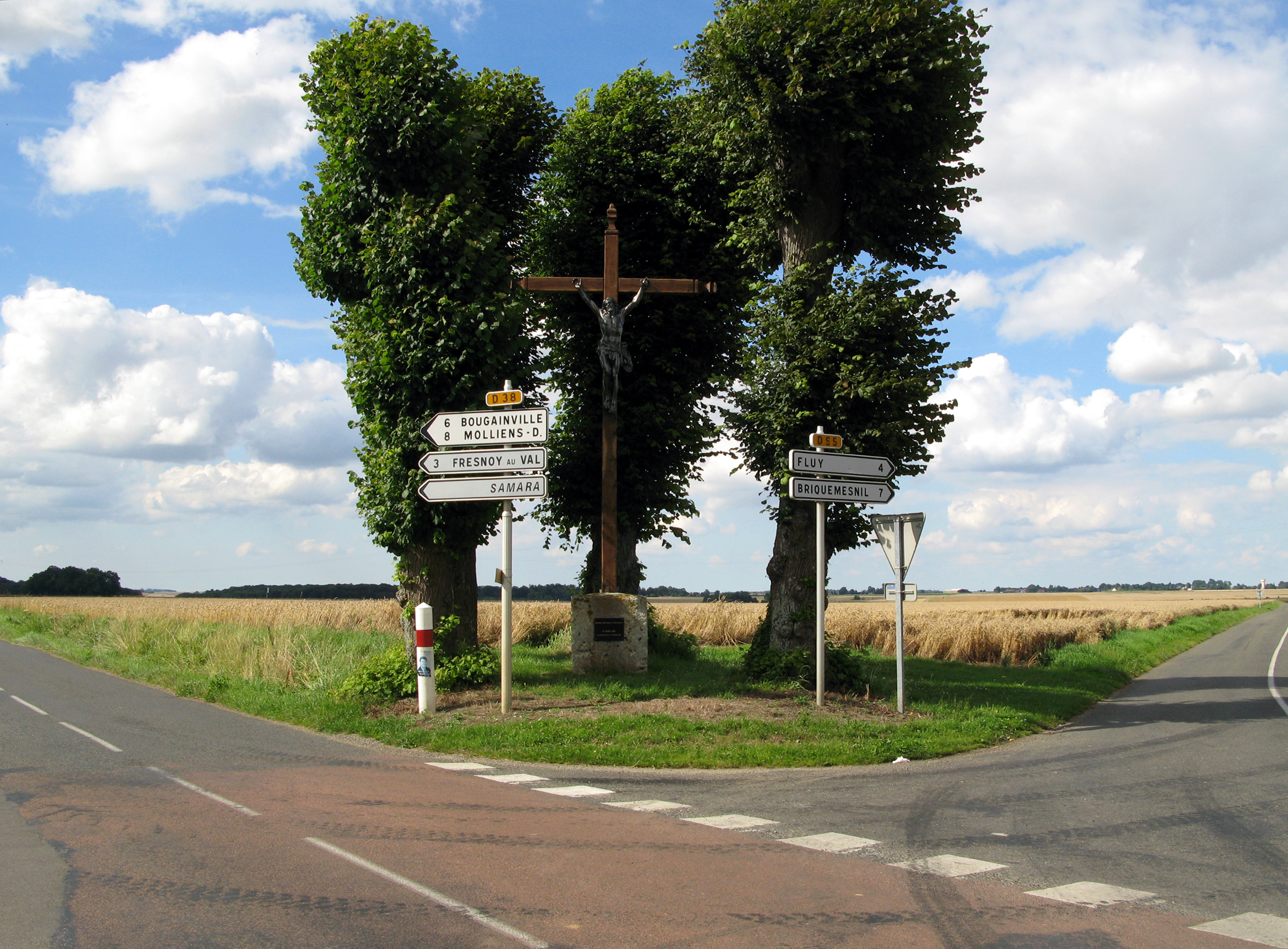
Kalvarienberg beim Friedhof

- Schloss (17.–18. Jahrhundert), seit 2008 als Monument historique eingetragen (Base Mérimée PA80000062, Garten Base Mérimée IA80000625)
- Kalvarienberg

## Persönlichkeiten
- Louis-Gabriel de Gomer (1718–1798), Maréchal de camp der französischen Armee, entwickelte den nach ihm benannten Mörser, hiergeboren.

## Belege
1. ↑  Kirche Notre-Dame-de-la-Nativité